# Кузяшева
Кузяшева — деревня в Аргаяшском районе Челябинской области. Входит в состав Акбашевского сельского поселения.

## География
Расположена в западной части района, на берегу реки Узе. Долина реки в окрестностях Кузяшева заболочена. Расстояние до районного центра, села Аргаяш, 18 км.

## История
Деревня Кузяшева упоминается в источниках с 1795. Названа в честь основателя — старшины Кузяша Рахманкулова. В 1929 организован колхоз «Красный партизан».

## Население
| 2002 | 2010 |
| ---- | ---- |
| 684  | ↗749 |

(в 1873—522, в 1900—640, в 1916—831, в 1970—625, в 1983—628, в 1995—703).
Проживают башкиры.

## Инфраструктура
- ФАП
- Школа
- Библиотека
- ЗАО «Акбашевский»

## Известные уроженцы
- Кушаев, Хафиз Кушаевич - государственный и общественный деятель, председатель БашЦИКа (1922—1929).